# James Gibbs
James Gibbs (ur. 23 grudnia 1682 w Aberdeen, zm. 5 sierpnia 1754 w Londynie) – szkocki architekt epoki baroku tworzący głównie w Londynie, Cambridge i Oksfordzie. Jego dzieła łączyły styl Christophera Wrena z włoską architekturą barokową i manieryzmem.

## Życiorys
Około lat 1703–1708 studiował w Rzymie u Carla Fontany. Zaprojektował m.in. londyńskie kościoły Saint-Mary-le-Strand (1714) i Saint Mary-in-the-Fields (1720–1726). W latach 1722–1730 nadzorował prace nad budynkiem Senatu oraz nowym szkrzydlem King’s College (od 1724) Uniwersytetu w Cambridge. Od 1734 do 1749 pracował nad budynkiem Radcliffe Camera w Oksfordzie.

## Dzieła
- 1728: A Book of Architecture
- 1732: Rules for Drawing the Serveral Parts of Architecture